# Dodatkowy wir włosów

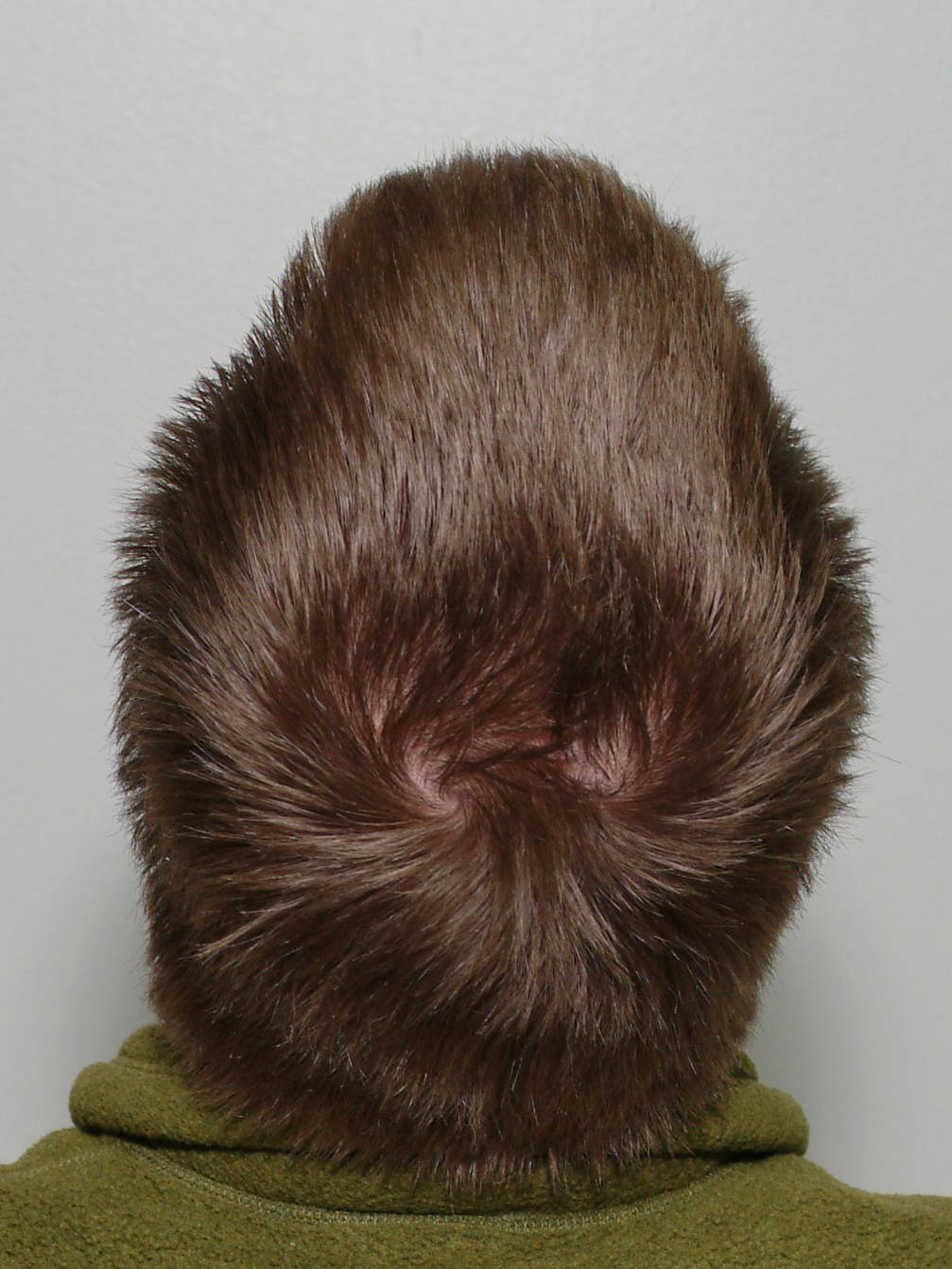
Podwójny wir włosów w okolicy potylicznej.

Dodatkowy wir włosów (ang. double hair whorl) – niewielka, stosunkowo częsta anomalia rozwojowa. Dodatkowy wir włosów może znajdować się na skórze głowy w okolicy ciemieniowej, obok prawidłowego wiru włosów w tym miejscu (zazwyczaj po przeciwnej stronie linii środkowej od prawidłowo położonego wiru), może też mieć postać wirowego kosmyka, także w innej okolicy skóry głowy, np. nad czołem. Liczba dodatkowych wirów włosów może być większa i wynosić dwa albo trzy. U osób z nadmiernym owłosieniem całego ciała może występować dodatkowy wir włosów na środku grzbietu.
Liczba i orientacja wirów włosów jest najprawdopodobniej uwarunkowana genetycznie. Istnieją też dowody na związek zaburzeń rozwojowych i wystąpienia dodatkowych wirów; uważa się, że może to być odbicie niewielkich zmian wzrostu mózgu we wczesnej embriogenezie. U zdrowej populacji dodatkowe wiry włosów są częste; oszacowano ich częstość na 2-5% u zdrowych dzieci rasy białej. Dodatkowe wiry włosów skóry głowy są bardzo częstą cechą u pacjentów z zespołem Opitza-Kaveggii (OMIM#305450), który może być spowodowany mutacjami w genie MED12. Donoszono o rodzinnym występowaniu podwójnych wirów włosów skóry głowy. Podobnie uwarunkowane genetycznie wydaje się być zorientowanie (zgodnie lub w kierunku przeciwnym do ruchu wskazówek zegara) wirów włosów, prawidłowych i dodatkowych; proponowano autosomalnie dominujące dziedziczenie wirów o kierunku zgodnym z ruchem wskazówek zegara i autosomalne recesywne kierunku przeciwnego. W badaniu na populacji hinduskiej stwierdzono częstsze występowanie dodatkowych wirów włosów u bliźniąt w porównaniu z resztą populacji (P mniejsza niż 0,01). W innym badaniu stwierdzono związek między prawo- i leworęcznością a kierunkiem wiru włosów skóry głowy; w grupie osób przede wszystkim praworęcznych 8,4% miało odwrotnie do ruchu wskazówek zegara włosy wiru skóry głowy; w innej grupie dobranej ze względu na ten właśnie kierunek włosów wiru osoby niepraworęczne (czyli leworęczne i oburęczne) stanowiły 50%.